# Václav Samek
Václav Samek (* 30. srpna 1947, Praha) je bývalý český fotbalista, obránce, československý [reprezentant, mistr Evropy do 23 let z roku 1972 (kapitán mužstva).

## Fotbalová kariéra
Za československou reprezentaci odehrál v letech 1973-1978 jedenáct utkání. Celou svou kariéru (už od žáků) spojil s Duklou Praha, hrál v ní v letech 1956–1981 a získal s ní dva mistrovské tituly v letech 1977 a 1979. Dvakrát vyhrál i Československý pohár (1969, 1981). V lize odehrál 356 utkání a vstřelil 16 branek. Český sportovní novinář a historik Zdeněk Šálek o něm v encyklopedii Slavné nohy napsal: "Jeden z našich nejmenších, ale nejhouževnatějších stoperů. Blonďák podsadité postavy, nebojácný v soubojích, odvážný v nečekaných brejcích, mnohé z nich skončily brankou."

## Ligová bilance
| Ročník                                   | Zápasy | Góly | Klub        |
| ---------------------------------------- | ------ | ---- | ----------- |
| 1. československá fotbalová liga 1967/68 | 2      | 0    | Dukla Praha |
| 1. československá fotbalová liga 1968/69 | 6      | 0    | Dukla Praha |
| 1. československá fotbalová liga 1969/70 | 30     | 3    | Dukla Praha |
| 1. československá fotbalová liga 1970/71 | 29     | 4    | Dukla Praha |
| 1. československá fotbalová liga 1971/72 | 30     | 2    | Dukla Praha |
| 1. československá fotbalová liga 1972/73 | 30     | 2    | Dukla Praha |
| 1. československá fotbalová liga 1973/74 | 30     | 1    | Dukla Praha |
| 1. československá fotbalová liga 1974/75 | 30     | 1    | Dukla Praha |
| 1. československá fotbalová liga 1975/76 | 29     | 0    | Dukla Praha |
| 1. československá fotbalová liga 1976/77 | 30     | 1    | Dukla Praha |
| 1. československá fotbalová liga 1977/78 | 28     | 1    | Dukla Praha |
| 1. československá fotbalová liga 1978/79 | 30     | 1    | Dukla Praha |
| 1. československá fotbalová liga 1979/80 | 28     | 0    | Dukla Praha |
| 1. československá fotbalová liga 1980/81 | 24     | 0    | Dukla Praha |
| CELKEM 1. liga                           | 356    | 16   |             |